# Вершинин, Иван Тимофеевич
Иван Тимофеевич Вершинин — советский хозяйственный и государственный деятель, Герой Социалистического Труда.

## Биография
Родился в 1914 году в деревне Каменка. Член КПСС.
Окончил Смоленский кооперативный техникум.
До 1941 — работник потребительской кооперации в Орловской области.
Участник Великой Отечественной войны.
В 1947—1955 — заместитель главного бухгалтера Орловского универмага.
В 1955—1970 — председатель колхоза имени Калинина Глазуновского/Малоархангельского района Орловской области.
Указом Президиума Верховного Совета СССР от 31 декабря 1965 года присвоено звание Героя Социалистического Труда с вручением ордена Ленина и золотой медали «Серп и Молот».
Делегат XXIII съезда КПСС.
Умер в 1970 году в Малоархангельском районе.

## Награды и звания
- Герой Социалистического Труда (31.12.1966)
- Орден Ленина (31.12.1965)